# Liste der Intercity-Express-Bahnhöfe
| Linie                                                             | Taktverbindung zwischen                                 |
| ----------------------------------------------------------------- | ------------------------------------------------------- |
| 1                                                                 | Hamburg, Essen, Duisburg, Düsseldorf und Köln           |
| 2                                                                 | Düsseldorf, Frankfurt Flgh, Nürnberg und München        |
| 4                                                                 | Hamburg, Hannover und Frankfurt                         |
| 9                                                                 | Berlin, Köln und Bonn                                   |
| 10                                                                | Berlin, Hannover und Düsseldorf bzw. Köln               |
| 11                                                                | (Hamburg,) Berlin, Leipzig, Mannheim und München        |
| 12                                                                | Berlin, Kassel, Mannheim und Interlaken Ost             |
| 13                                                                | Berlin, Kassel und Frankfurt Flughafen                  |
| 14                                                                | Berlin, Hannover, Essen und Aachen                      |
| 15                                                                | (Ostseebad Binz,) Berlin, Halle und Frankfurt           |
| 18                                                                | Hamburg, Berlin, Halle, Nürnberg und München            |
| 19                                                                | Berlin, Hannover und Köln (Stuttgart)                   |
| 20                                                                | (Kiel,) Hamburg, Kassel, Mannheim und Zürich (Chur)     |
| 22                                                                | (Kiel,) Hamburg, Kassel, Mannheim und Stuttgart         |
| 25                                                                | Hamburg bzw. Bremen, Nürnberg und München               |
| 26                                                                | (Stralsund,) Hamburg, Kassel, Frankfurt und Karlsruhe   |
| 28                                                                | (Binz,) Hamburg, Berlin, Leipzig, Nürnberg und München  |
| 29                                                                | Hamburg, Berlin, Halle, Nürnberg und München            |
| 32                                                                | Köln, Mannheim, Ulm und Innsbruck                       |
| 35                                                                | (Norddeich Mole,) Emden, Münster und Köln bzw. Koblenz  |
| 41                                                                | (Dortmund,) Essen, Frankfurt, Nürnberg und München      |
| 42                                                                | Hamburg, Dortmund, Frankfurt Flgh, Mannheim und München |
| 43                                                                | Hamburg, Köln, Frankfurt Flgh, Mannheim und Basel       |
| 45                                                                | Köln, Wiesbaden, Mannheim und Stuttgart                 |
| 47                                                                | (Dortmund,) Essen, Frankfurt Flgh, Mannheim und München |
| 49                                                                | Köln und Frankfurt                                      |
| 50                                                                | Dresden, Leipzig, Frankfurt und Wiesbaden               |
| 60                                                                | (Basel SBB), Karlsruhe, Ulm und München                 |
| 78                                                                | Amsterdam Centraal, Utrecht Centr., Köln und Frankfurt  |
| 79                                                                | Brüssel, Köln und Frankfurt                             |
| 82                                                                | Paris, Mannheim und Frankfurt [z. T. TGV]               |
| 83                                                                | Paris, Straßburg und Stuttgart (München) [z. T. TGV]    |
| 84                                                                | Frankfurt, Straßburg und Marseille [TGV]                |
| 91                                                                | (Hamburg,) Dortmund, Frankfurt, Nürnberg und Wien       |
|                                                                   | (…) = nur einzelne Züge                                 |
| Komplette Linienverläufe siehe Liste der Intercity-Express-Linien |                                                         |

Die Liste der Intercity-Express-Bahnhöfe enthält alle Stationen, die von Intercity-Express-Zügen (ICE) bedient werden (Stand 2024).
Die Liste ist nach Regionen sortiert, daher wurden teilweise einzelne Länder in der Tabelle zu einem Abschnitt zusammengefasst. Zu jeder Stadt sind alle Bahnhöfe mit planmäßigem Halt mindestens eines Intercity-Express-Zuges gelistet. Dabei bedeutet „Systemhalt“, dass an diesem Bahnhof im Rahmen des getakteten ICE-Fahrplanes regelmäßig jede Stunde bzw. alle zwei oder vier Stunden ein Zug der jeweils angegebenen Linie hält.

## Deutschland
Von der Deutschen Bahn AG, der Nederlandse Spoorwegen N.V. bzw. der SNCF betriebene Hochgeschwindigkeitszüge mit Halt in folgenden deutschen Städten:

### Baden-Württemberg
| Stadt                       | Bahnhof (Kurzform)          | Systemhalt alle 1h | Systemhalt alle 2h             | Einzelne Züge  |
| --------------------------- | --------------------------- | ------------------ | ------------------------------ | -------------- |
| Baden-Baden                 | Baden-Baden                 |                    | 20                             | 12, 43, 60, 84 |
| Biberach                    | Biberach (Riß)              |                    |                                | 32             |
| Bruchsal                    | Bruchsal                    |                    | 26, 60                         |                |
| Donaueschingen              | Donaueschingen              |                    |                                | 26             |
| Freiburg im Breisgau        | Freiburg (Breisgau) Hbf     |                    | 12, 20, 43                     | 60, 85         |
| Friedrichshafen             | Friedrichshafen Stadt       |                    |                                | 32             |
| Heidelberg                  | Heidelberg Hbf              |                    | 26, 62                         | 45, 55         |
| Karlsruhe                   | Karlsruhe Hbf               |                    | 12, 20, 26, 43, 60, 83         | 84, 85         |
| Karlsruhe                   | Karlsruhe-Durlach           |                    |                                | 26             |
| Konstanz                    | Konstanz                    |                    |                                | 26             |
| Lahr/Schwarzwald            | Lahr (Schwarzw)             |                    |                                | 60, TGV        |
| Mannheim                    | Mannheim Hbf                |                    | 11, 12, 20, 22, 42, 43, 47, 82 | 45, 55, 84, 85 |
| Müllheim im Markgräflerland | Müllheim im Markgräflerland |                    |                                | 60             |
| Offenburg                   | Offenburg                   |                    | 12, 43                         | 20, 26, 60     |
| Radolfzell                  | Radolfzell                  |                    |                                | 85             |
| Ravensburg                  | Ravensburg                  |                    |                                | 32             |
| Ringsheim                   | Ringsheim/Europa-Park       |                    |                                | 85, TGV        |
| Singen (Hohentwiel)         | Singen (Hohentw)            |                    |                                | 26             |
| St. Georgen im Schwarzwald  | St. Georgen (Schwarzw)      |                    |                                | 26             |
| Stuttgart                   | Stuttgart Hbf               |                    | 11, 22, 42, 47, 60, 62         | 32, 45, 55     |
| Ulm                         | Ulm Hbf                     |                    | 11, 42, 47, 60, 62             | 32             |
| Vaihingen an der Enz        | Vaihingen (Enz)             |                    |                                | 55             |
| Villingen-Schwenningen      | Villingen (Schwarzw)        |                    |                                | 26             |
| Weil am Rhein               | Weil am Rhein               |                    |                                | 60             |
| Weinheim                    | Weinheim (Bergstraße) Hbf   |                    | 26, 62                         |                |
| Wiesloch-Walldorf           | Wiesloch-Walldorf           |                    | 26                             |                |

Bei Esslingen (Neckar) handelt es sich um keinen regulären Halt einer ICE-Relation. Nichtsdestotrotz verkehren dort regelmäßig ICE sowie TGV-Züge, wenn in Stuttgart u. a. wegen Bauarbeiten weniger Kapazitäten bereitstehen. Der Halt in Stuttgart entfällt dann.

### Bayern
| Stadt                     | Bahnhof (Kurzform)     | Systemhalt alle 1h | Systemhalt alle 2h                        | Einzelne Züge |
| ------------------------- | ---------------------- | ------------------ | ----------------------------------------- | ------------- |
| Aschaffenburg             | Aschaffenburg Hbf      | 41                 |                                           |               |
| Ansbach                   | Ansbach                |                    |                                           | 24            |
| Augsburg                  | Augsburg Hbf           |                    | 11, 42, 47, 60, 62                        | 18, 24, 29    |
| Bad Endorf                | Bad Endorf (Oberbay)   |                    |                                           | 62            |
| Bamberg                   | Bamberg                |                    | 18, 28                                    |               |
| Coburg                    | Coburg                 |                    |                                           | 18, 28        |
| Donauwörth                | Donauwörth             |                    |                                           | 18, 24, 29    |
| Erlangen                  | Erlangen               |                    | 28                                        |               |
| Freilassing               | Freilassing            |                    | 62                                        | 24            |
| Garmisch-Partenkirchen    | Garmisch-Partenkirchen |                    |                                           | 24, 41        |
| Günzburg                  | Günzburg               |                    | 62                                        | 11            |
| Ingolstadt                | Ingolstadt Hbf         | 25, 41             |                                           |               |
| Lichtenfels (Oberfranken) | Lichtenfels            |                    |                                           | 28            |
| Lindau (Bodensee)         | Lindau-Reutin          |                    | 88                                        | 32            |
| Murnau am Staffelsee      | Murnau                 |                    |                                           | 28, 41        |
| München                   | München Hbf            | 25, 41             | 8, 11, 28, 29, 42, 47, 60, 62, 88, 89, 90 | 2, 18, 24     |
| München                   | München-Pasing         |                    | 11, 42                                    | 18, 28, 60    |
| München                   | München Ost            |                    |                                           | 62, 89        |
| Neu-Ulm                   | Neu-Ulm                |                    |                                           | 60            |
| Nürnberg                  | Nürnberg Hbf           | 25, 41             | 8, 18, 28, 29, 91                         | 2             |
| Passau                    | Passau Hbf             |                    | 91                                        |               |
| Plattling                 | Plattling              |                    | 91                                        |               |
| Prien am Chiemsee         | Prien a Chiemsee       |                    |                                           | 62            |
| Regensburg                | Regensburg Hbf         |                    | 91                                        |               |
| Rosenheim                 | Rosenheim              |                    | 62, 89                                    | 24            |
| Straubing                 | Straubing              |                    |                                           | 91            |
| Traunstein                | Traunstein             |                    | 62                                        | 24            |
| Treuchtlingen             | Treuchtlingen          |                    |                                           | 18, 24, 29    |
| Tutzing                   | Tutzing                |                    |                                           | 28, 41        |
| Weilheim in Oberbayern    | Weilheim (Oberbay)     |                    |                                           | 28, 41        |
| Würzburg                  | Würzburg Hbf           | 25, 41             | 91                                        | 24            |

### Berlin/Brandenburg
| Stadt             | Bahnhof (Kurzform)         | Systemhalt alle 1h | Systemhalt alle 2h                    | Einzelne Züge          |
| ----------------- | -------------------------- | ------------------ | ------------------------------------- | ---------------------- |
| Angermünde        | Angermünde                 |                    |                                       | 21                     |
| Berlin            | Berlin Hbf                 | 10                 | 8, 11, 12, 13, 14, 15, 18, 19, 28, 29 | 9, 16, 21, 27, 77      |
| Berlin            | Berlin Ostbahnhof          | 10                 | 12, 13                                | 9, 14, 77              |
| Berlin            | Berlin Gesundbrunnen       |                    | 15                                    | 10, 11, 18, 28, 29, 91 |
| Berlin            | Berlin-Spandau             | 10                 | 12, 13, 14, 18, 19, 28                | 9, 11, 77              |
| Berlin            | Berlin Südkreuz            |                    | 11, 15, 18, 28, 29                    |                        |
| Berlin            | Berlin Ostkreuz            |                    |                                       | 9                      |
| Berlin            | Berlin-Wannsee             |                    |                                       | 10                     |
| Berlin            | Berlin Zoologischer Garten |                    |                                       | 9                      |
| Brandenburg       | Brandenburg Hbf            |                    |                                       | 10                     |
| Bernau bei Berlin | Bernau (b Berlin)          |                    |                                       | 21                     |
| Eberswalde        | Eberswalde Hbf             |                    |                                       | 21                     |
| Potsdam           | Potsdam Hbf                |                    |                                       | 14                     |
| Prenzlau          | Prenzlau                   |                    |                                       | 21                     |
| Wittenberge       | Wittenberge                |                    |                                       | 27                     |

### Hessen
| Stadt               | Bahnhof (Kurzform)                          | Systemhalt alle 1h | Systemhalt alle 2h                             | Einzelne Züge |
| ------------------- | ------------------------------------------- | ------------------ | ---------------------------------------------- | ------------- |
| Bad Hersfeld        | Bad Hersfeld                                |                    | 50                                             |               |
| Bensheim            | Bensheim                                    |                    | 26, 62                                         |               |
| Darmstadt           | Darmstadt Hbf                               |                    | 26, 62                                         |               |
| Eichenberg          | Eichenberg                                  |                    | 26                                             |               |
| Frankfurt am Main   | Frankfurt (Main) Hbf                        | 41                 | 11, 12, 15, 20, 22, 26, 49, 50, 78, 79, 82, 91 | 4, 13, 84, 85 |
| Frankfurt am Main   | Frankfurt (Main) Süd                        |                    | 13                                             | 22            |
| Frankfurt am Main   | Frankfurt am Main Flughafen Fernbahnhof     | 41                 | 13, 22, 42, 43, 47, 49, 50, 78, 79, 91         | 2             |
| Frankfurt am Main   | Frankfurt am Main Flughafen Regionalbahnhof |                    |                                                | 41            |
| Frankfurt am Main   | Frankfurt (Main) West                       |                    |                                                | 26            |
| Friedberg           | Friedberg (Hessen)                          |                    | 26                                             |               |
| Fulda               | Fulda                                       | 25                 | 11, 12, 13, 50                                 | 24            |
| Gießen              | Gießen                                      |                    | 26                                             |               |
| Hanau               | Hanau Hbf                                   |                    | 12, 13, 91                                     |               |
| Kassel              | Kassel-Wilhelmshöhe                         | 25                 | 12, 13, 20, 22, 26                             | 24            |
| Limburg an der Lahn | Limburg Süd                                 |                    | 49                                             | 45            |
| Marburg             | Marburg (Lahn)                              |                    | 26                                             |               |
| Schlüchtern         | Schlüchtern                                 |                    |                                                | 11            |
| Schwalmstadt        | Treysa                                      |                    | 26                                             |               |
| Wabern              | Wabern                                      |                    | 26                                             |               |
| Wiesbaden           | Wiesbaden Hbf                               |                    | 50                                             | 45            |

In Hünfeld (Landkreis Fulda) hält einmal wöchentlich montags ein ICE 1, der als ICE1950 aus Berlin nach Frankfurt verkehrt.

### Mecklenburg-Vorpommern
| Stadt             | Bahnhof (Kurzform)     | Systemhalt alle 1h | Systemhalt alle 2h | Einzelne Züge |
| ----------------- | ---------------------- | ------------------ | ------------------ | ------------- |
| Anklam            | Anklam                 |                    |                    | 14            |
| Bad Kleinen       | Bad Kleinen            |                    |                    | 15            |
| Bergen auf Rügen  | Bergen auf Rügen       |                    | 26                 | 14            |
| Binz              | Ostseebad Binz         |                    | 26                 | 14            |
| Bützow            | Bützow                 |                    | 26                 |               |
| Greifswald        | Greifswald             |                    |                    | 14            |
| Ludwigslust       | Ludwigslust            |                    |                    | 27            |
| Pasewalk          | Pasewalk               |                    |                    | 14            |
| Ribnitz-Damgarten | Ribnitz-Damgarten West |                    | 26                 |               |
| Rostock           | Rostock Hbf            |                    | 26                 |               |
| Schwerin          | Schwerin Hbf           |                    | 26                 |               |
| Stralsund         | Stralsund Hbf          |                    | 26                 | 14            |
| Velgast           | Velgast                |                    | 26                 |               |
| Waren             | Waren (Müritz)         |                    |                    | 11            |
| Warnemünde        | Warnemünde             |                    |                    | 15            |
| Züssow            | Züssow                 |                    |                    | 14            |

### Niedersachsen/Bremen
| Stadt               | Bahnhof (Kurzform) | Systemhalt alle 1h | Systemhalt alle 2h | Einzelne Züge |
| ------------------- | ------------------ | ------------------ | ------------------ | ------------- |
| Bad Bevensen        | Bad Bevensen       |                    |                    | 24, 26        |
| Braunschweig        | Braunschweig Hbf   |                    | 12, 13             | 55            |
| Bremen              | Bremen Hbf         |                    | 25, 42, 43         |               |
| Celle               | Celle              |                    | 26                 | 24            |
| Delmenhorst         | Delmenhorst        |                    |                    | 25            |
| Diepholz            | Diepholz           |                    |                    | 39, 48        |
| Emden               | Emden Hbf          |                    |                    | 35            |
| Emden               | Emden Außenhafen   |                    |                    | 35            |
| Göttingen           | Göttingen          | 25                 | 12, 13, 20, 22, 26 | 24            |
| Hannover            | Hannover Hbf       | 10, 25             | 14, 19, 20, 22, 26 | 4, 24, 55, 77 |
| Hildesheim          | Hildesheim Hbf     |                    | 12, 13             |               |
| Langenhagen         | Langenhagen Mitte  |                    |                    | 24, 26        |
| Leer (Ostfriesland) | Leer (Ostfriesl)   |                    |                    | 35            |
| Lingen (Ems)        | Lingen (Ems)       |                    |                    | 35            |
| Lüneburg            | Lüneburg           |                    | 26                 | 24            |
| Marienhafe          | Marienhafe         |                    |                    | 35            |
| Meppen              | Meppen             |                    |                    | 35            |
| Nienburg/Weser      | Nienburg (Weser)   |                    |                    | 25            |
| Norden              | Norden             |                    |                    | 35            |
| Norden              | Norddeich          |                    |                    | 35            |
| Norden              | Norddeich Mole     |                    |                    | 35            |
| Oldenburg           | Oldenburg (Oldb)   |                    |                    | 22, 25        |
| Osnabrück           | Osnabrück Hbf      |                    | 39, 42, 43         | 77            |
| Papenburg           | Papenburg          |                    |                    | 35            |
| Uelzen              | Uelzen             |                    | 26                 | 24            |
| Verden              | Verden (Aller)     |                    |                    | 25            |
| Wolfsburg           | Wolfsburg Hbf      | 10                 | 12, 13             |               |

Der Bahnhof Hannover Messe/Laatzen wird bei großen Messen wie z. B. der Hannover-Messe mehrfach täglich von ICE-Relationen der Linien  18, 20 und 22 bedient.

### Nordrhein-Westfalen
| Stadt               | Bahnhof (Kurzform)   | Systemhalt alle 1h | Systemhalt alle 2h                 | Einzelne Züge            |
| ------------------- | -------------------- | ------------------ | ---------------------------------- | ------------------------ |
| Aachen              | Aachen Hbf           |                    | 79                                 | 10, 14                   |
| Altenbeken          | Altenbeken           |                    |                                    | 41                       |
| Bielefeld           | Bielefeld Hbf        | 10                 | 14, 19                             | 55                       |
| Bochum              | Bochum Hbf           | 10                 | 41, 42, 43, 47                     | 14, 32                   |
| Bonn                | Bonn Hbf             |                    | 91                                 | 9, 19, 32, 35, 55        |
| Bünde               | Bünde (Westf)        |                    |                                    | 77                       |
| Dortmund            | Dortmund Hbf         | 10                 | 14, 41, 42, 43, 47                 | 32, 55, 91               |
| Düren               | Düren                |                    |                                    | 14                       |
| Düsseldorf          | Düsseldorf Hbf       | 10, 41             | 39, 42, 43, 47, 78                 | 2, 14, 32, 35, 91        |
| Düsseldorf          | Düsseldorf Flughafen | 10                 |                                    |                          |
| Duisburg            | Duisburg Hbf         | 10, 41             | 39, 42, 43, 47, 78                 | 14, 32, 35, 91           |
| Erkelenz            | Erkelenz             |                    |                                    | 10, 14                   |
| Essen               | Essen Hbf            | 10, 41             | 39, 42, 43, 47                     | 14, 32, 91               |
| Geilenkirchen       | Geilenkirchen        |                    |                                    | 10, 14                   |
| Gelsenkirchen       | Gelsenkirchen Hbf    |                    |                                    | 35                       |
| Gütersloh           | Gütersloh Hbf        |                    | 14                                 | 55                       |
| Hagen               | Hagen Hbf            |                    | 10, 19                             | 42, 55, 91               |
| Hamm                | Hamm (Westf)         | 10                 | 14                                 | 55                       |
| Herford             | Herford              |                    | 14                                 | 55                       |
| Herzogenrath        | Herzogenrath         |                    |                                    | 10, 14                   |
| Köln                | Köln Hbf             |                    | 10, 19, 39, 42, 43, 49, 78, 79, 91 | 2, 9, 14, 32, 35, 45, 55 |
| Köln                | Köln Messe/Deutz     | 41                 | 47                                 | 10, 42                   |
| Köln                | Köln/Bonn Flughafen  |                    |                                    | 10, 41, 45, 49           |
| Krefeld             | Krefeld Hbf          |                    |                                    | 14                       |
| Lippstadt           | Lippstadt            |                    |                                    | 41                       |
| Minden              | Minden (Westf)       |                    | 10                                 | 55                       |
| Mönchengladbach     | Mönchengladbach Hbf  |                    |                                    | 10, 14                   |
| Mülheim an der Ruhr | Mülheim (Ruhr) Hbf   |                    |                                    | 14, 31                   |
| Münster             | Münster (Westf) Hbf  |                    | 39, 42, 43                         | 35, 41, 77               |
| Neuss               | Neuss Hbf            |                    |                                    | 10                       |
| Oberhausen          | Oberhausen Hbf       |                    | 78                                 | 35                       |
| Paderborn           | Paderborn Hbf        |                    |                                    | 41                       |
| Recklinghausen      | Recklinghausen Hbf   |                    |                                    | 35                       |
| Rheine              | Rheine               |                    |                                    | 35                       |
| Rheydt              | Rheydt Hbf           |                    |                                    | 14                       |
| Siegburg            | Siegburg/Bonn        |                    | 47, 49                             | 45                       |
| Soest               | Soest                |                    |                                    | 41                       |
| Solingen            | Solingen Hbf         |                    |                                    | 42, 55, 91               |
| Herne               | Wanne-Eickel Hbf     |                    |                                    | 35                       |
| Viersen             | Viersen              |                    |                                    | 14                       |
| Warburg             | Warburg (Westf)      |                    |                                    | 41                       |
| Wuppertal           | Wuppertal Hbf        |                    | 10, 19                             | 42, 55, 91               |

Während Bauarbeiten am Oberhausener Hauptbahnhof wurde der Bahnhof Oberhausen-Sterkrade als alternativer ICE-Halt für alle Züge der Linie 78 genutzt.

### Rheinland-Pfalz/Saarland
| Stadt                      | Bahnhof (Kurzform)     | Systemhalt alle 1h | Systemhalt alle 2h | Einzelne Züge |
| -------------------------- | ---------------------- | ------------------ | ------------------ | ------------- |
| Andernach                  | Andernach              |                    |                    | 32, 35        |
| Bingen am Rhein            | Bingen (Rh) Hbf        |                    |                    | 32            |
| Homburg                    | Homburg (Saar) Hbf     |                    |                    | 82            |
| Kaiserslautern             | Kaiserslautern Hbf     |                    | 82                 |               |
| Koblenz                    | Koblenz Hbf            |                    | 91                 | 32, 35, 55    |
| Landstuhl                  | Landstuhl              |                    |                    | 62            |
| Mainz                      | Mainz Hbf              |                    | 50, 91             | 32, 45, 55    |
| Montabaur                  | Montabaur              |                    | 49                 | 45            |
| Neustadt an der Weinstraße | Neustadt (Weinstr) Hbf |                    |                    | 82            |
| Remagen                    | Remagen                |                    |                    | 32, 35        |
| Saarbrücken                | Saarbrücken Hbf        |                    | 82                 |               |
| Worms                      | Worms Hbf              |                    |                    | 32            |

### Sachsen
| Stadt        | Bahnhof (Kurzform)      | Systemhalt alle 1h | Systemhalt alle 2h | Einzelne Züge |
| ------------ | ----------------------- | ------------------ | ------------------ | ------------- |
| Bad Schandau | Bad Schandau            |                    | 27                 |               |
| Dresden      | Dresden Hbf             |                    | 27, 50             | 55            |
| Dresden      | Dresden-Neustadt        |                    | 50                 | 55            |
| Leipzig      | Leipzig Hbf             |                    | 11, 28, 50         | 55            |
| Schkeuditz   | Leipzig/Halle Flughafen |                    |                    | 55            |
| Riesa        | Riesa                   |                    | 50                 | 55            |

Eine Besonderheit stellt der Bahnhof Leipzig Messe dar. Während großer Messen wie der Leipziger Buchmesse wird er im Stundentakt alternierend von Zügen der Linien 11 und 50 angefahren.

### Sachsen-Anhalt
| Stadt                  | Bahnhof (Kurzform)         | Systemhalt alle 1h | Systemhalt alle 2h | Einzelne Züge |
| ---------------------- | -------------------------- | ------------------ | ------------------ | ------------- |
| Bitterfeld-Wolfen      | Bitterfeld                 |                    | 18                 |               |
| Halle (Saale)          | Halle (Saale) Hbf          |                    | 8, 15, 18, 29      | 55            |
| Köthen (Anhalt)        | Köthen                     |                    |                    | 55            |
| Lutherstadt Wittenberg | Lutherstadt Wittenberg Hbf |                    | 11, 28             |               |
| Magdeburg              | Magdeburg Hbf              |                    |                    | 55            |
| Naumburg (Saale)       | Naumburg (Saale) Hbf       |                    |                    | 11, 28        |
| Stendal                | Stendal Hbf                |                    | 13                 | 77            |
| Weißenfels             | Weißenfels                 |                    |                    | 28            |

### Schleswig-Holstein/Hamburg
| Stadt      | Bahnhof (Kurzform) | Systemhalt alle 1h | Systemhalt alle 2h                     | Einzelne Züge  |
| ---------- | ------------------ | ------------------ | -------------------------------------- | -------------- |
| Büchen     | Büchen             |                    | 27                                     |                |
| Hamburg    | Hamburg Hbf        | 25                 | 18, 20, 22, 26, 27, 28, 29, 39, 42, 43 | 4, 24,         |
| Hamburg    | Hamburg-Altona     | 25                 | 18, 20, 22, 26, 28                     | 11, 42         |
| Hamburg    | Hamburg Dammtor    | 25                 | 18, 20, 22, 26, 28                     | 11, 42         |
| Hamburg    | Hamburg-Harburg    | 25                 | 26                                     | 11, 20, 22, 42 |
| Hamburg    | Hamburg-Bergedorf  |                    |                                        | 27             |
| Kiel       | Kiel Hbf           |                    |                                        | 20, 22, 28     |
| Lübeck     | Lübeck Hbf         |                    |                                        | 25             |
| Neumünster | Neumünster         |                    |                                        | 20, 22, 28     |

### Thüringen
| Stadt    | Bahnhof (Kurzform) | Systemhalt alle 1h | Systemhalt alle 2h        | Einzelne Züge |
| -------- | ------------------ | ------------------ | ------------------------- | ------------- |
| Eisenach | Eisenach           |                    | 11, 50                    |               |
| Erfurt   | Erfurt Hbf         |                    | 8, 11, 15, 18, 28, 29, 50 |               |
| Gotha    | Gotha              |                    | 50                        |               |
| Jena     | Jena-Göschwitz     |                    |                           | 28            |
| Jena     | Jena Paradies      |                    |                           | 28            |
| Weimar   | Weimar             |                    |                           | 11            |

## Grenzüberschreitende ICE-Linien

### Benelux
| Stadt                           | Bahnhof (Kurzform)           | Systemhalt alle 1h | Systemhalt alle 2h | Einzelne Züge |
| ------------------------------- | ---------------------------- | ------------------ | ------------------ | ------------- |
| Amsterdam (NL)                  | Amsterdam C                  |                    | 78                 |               |
| Arnhem (NL)                     | Arnhem C                     |                    | 78                 |               |
| Brüssel (Bruxelles, Brussel, B) | Bruxelles-Nord/Brussel-Noord |                    | 79                 |               |
| Brüssel (Bruxelles, Brussel, B) | Bruxelles-Midi/Brussel-Zuid  |                    | 79                 |               |
| Lüttich (Liège, Luik, B)        | Liège-Guillemins             |                    | 79                 |               |
| Utrecht (NL)                    | Utrecht C                    |                    | 78                 |               |

### Frankreich
| Stadt                 | Bahnhof (Kurzform)         | Systemhalt alle 1h | Systemhalt alle 2h | Einzelne Züge |
| --------------------- | -------------------------- | ------------------ | ------------------ | ------------- |
| Avignon               | Avignon TGV                |                    |                    | 84            |
| Aix-en-Provence       | Aix-en-Provence TGV        |                    |                    | 84            |
| Belfort / Montbéliard | Belfort-Montbéliard TGV    |                    |                    | 84            |
| Besançon              | Besançon Franche-Comté TGV |                    |                    | 84            |
| Chalon-sur-Saône      | Chalon-sur-Saône           |                    |                    | 84            |
| Lyon                  | Lyon-Part-Dieu             |                    |                    | 84            |
| Marseille             | Marseille-Saint-Charles    |                    |                    | 84            |
| Mülhausen             | Mulhouse-Ville             |                    |                    | 84            |
| Paris                 | Paris-Est                  |                    | 82, 83             |               |
| Straßburg             | Strasbourg-Ville           |                    | 83                 | 84            |

### Österreich
| Stadt                     | Bahnhof (Kurzform)       | Systemhalt alle 1h | Systemhalt alle 2h | Einzelne Züge |
| ------------------------- | ------------------------ | ------------------ | ------------------ | ------------- |
| Bad Hofgastein            | Bad Hofgastein           |                    |                    | 62            |
| Bischofshofen             | Bischofshofen            |                    |                    | 62            |
| Bregenz                   | Bregenz                  |                    | 88                 | 32            |
| Dornbirn                  | Dornbirn                 |                    |                    | 32            |
| Golling an der Salzach    | Golling-Abtenau          |                    |                    | 62            |
| Innsbruck                 | Innsbruck Hbf            |                    |                    | 89            |
| Jenbach                   | Jenbach                  |                    |                    | 89            |
| Klagenfurt am Wörthersee  | Klagenfurt Hbf           |                    |                    | 62            |
| Kufstein                  | Kufstein                 |                    |                    | 89            |
| Linz                      | Linz Hbf                 |                    | 90, 91             |               |
| Mallnitz/Obervellach      | Mallnitz-Obervellach     |                    |                    | 62            |
| Pfaffenhofen (Tirol)      | Telfs-Pfaffenhofen       |                    |                    | 89            |
| Pörtschach am Wörther See | Pörtschach am Wörthersee |                    |                    | 62            |
| Salzburg                  | Salzburg Hbf             |                    |                    | 62, 90        |
| Schärding                 | Schärding                |                    |                    | 91            |
| Schwarzach im Pongau      | Schwarzach-St. Veit      |                    |                    | 62            |
| Spittal an der Drau       | Spittal-Millstättersee   |                    |                    | 62            |
| St. Anton am Arlberg      | St. Anton am Arlberg     |                    |                    | 89            |
| St. Johann im Pongau      | St. Johann               |                    |                    | 62            |
| St. Pölten                | St. Pölten Hbf           |                    | 91                 | 90            |
| Velden am Wörthersee      | Velden am Wörthersee     |                    |                    | 62            |
| Villach                   | Villach Hbf              |                    |                    | 62            |
| Wels                      | Wels Hbf                 |                    |                    | 91            |
| Wien                      | Wien Hbf                 |                    | 91                 | 90            |
| Wien                      | Wien Meidling            |                    | 91                 | 90            |
| Wörgl                     | Wörgl Hbf                |                    |                    | 89            |

### Schweiz
| Stadt          | Bahnhof (Kurzform) | Systemhalt alle 1h | Systemhalt alle 2h | Einzelne Züge |
| -------------- | ------------------ | ------------------ | ------------------ | ------------- |
| Arth SZ        | Arth-Goldau        |                    |                    | 85            |
| Basel          | Basel Bad Bf 2     |                    | 12, 20, 43         | 85            |
| Basel          | Basel SBB 1, 3     |                    | 12, 20, 43         | 85            |
| Bellinzona     | Bellinzona         |                    |                    | 85            |
| Bern           | Bern 1             |                    |                    | 12            |
| Chiasso        | Chiasso            |                    |                    | 85            |
| Chur           | Chur               |                    |                    | 20            |
| Interlaken     | Interlaken West 1  |                    |                    | 12            |
| Interlaken     | Interlaken Ost 1   |                    |                    | 12            |
| Kloten         | Zürich Flughafen   |                    | 88                 |               |
| Landquart      | Landquart          |                    |                    | 20            |
| Liestal 1      | Liestal 1          |                    |                    | 12            |
| Lugano         | Lugano             |                    |                    | 85            |
| Olten          | Olten 1            |                    |                    | 12            |
| Sargans        | Sargans            |                    |                    | 20            |
| Spiez          | Spiez 1            |                    |                    | 12            |
| St. Gallen     | St Gallen          |                    | 88                 |               |
| St. Margrethen | St Margrethen      |                    | 88                 |               |
| Thun           | Thun 1             |                    |                    | 12            |
| Winterthur     | Winterthur         |                    | 88                 |               |
| Zürich         | Zürich HB 1        |                    | 20, 88             | 85            |

### Italien
| Stadt   | Bahnhof (Kurzform) | Systemhalt alle 1h | Systemhalt alle 2h | Einzelne Züge |
| ------- | ------------------ | ------------------ | ------------------ | ------------- |
| Como    | Como               |                    |                    | 85            |
| Mailand | Milano Centrale    |                    |                    | 85            |

## Ehemalige ICE-Halte

### Deutschland
| Stadt                 | Bahnhof (Kurzform)       | Linien         | von           | bis        |
| --------------------- | ------------------------ | -------------- | ------------- | ---------- |
| Bayreuth              | Bayreuth Hbf             | 17, 65         | 10.06.2001    | 13.12.2003 |
| Bebra                 | Bebra                    | 50, 51         | Dezember 2002 | 12.12.2015 |
| Bullay                | Bullay DB                | 10             | 11.12.2005    | 10.12.2011 |
| Burg auf Fehmarn      | Fehmarn-Burg             | 75             | 2010          | 10.12.2017 |
| Chemnitz              | Chemnitz Hbf             | 65             | 28.05.2000    | 10.12.2005 |
| Cochem                | Cochem (Mosel)           | 10             | 11.12.2005    | 10.12.2011 |
| Flensburg             | Flensburg                | 76             | 09.12.2007    | 12.12.2015 |
| Freiberg              | Freiberg (Sachs)         | 17, 65         | 28.05.2000    | 10.12.2005 |
| Fürth                 | Fürth (Bay) Hbf          | 17, 68, 89, 92 | 30.05.1999    | 13.12.2003 |
| Hof                   | Hof Hbf                  | 17, 65         | 10.06.2001    | 13.12.2003 |
| Leverkusen            | Leverkusen Mitte         | 10             | 13.12.2016    | 12.12.2020 |
| Ludwigsburg           | Ludwigsburg              | 42             | 09.12.2007    | 11.11.2021 |
| Marktredwitz          | Marktredwitz             | 17, 65         | 10.06.2001    | 13.12.2003 |
| Mittenwald            | Mittenwald               | 28             | 12.12.2010    | 10.12.2017 |
| Oldenburg in Holstein | Oldenburg (Holst)        | 75             | 09.12.2007    | 10.12.2017 |
| Pforzheim             | Pforzheim Hbf            | 42             | 09.12.2007    | 11.11.2021 |
| Plauen                | Plauen(Vogtl)ob Bf       | 17, 65         | 10.06.2001    | 13.12.2003 |
| Puttgarden            | Puttgarden               | 75             | 09.12.2007    | 10.12.2017 |
| Rendsburg             | Rendsburg                | 76             | 09.12.2007    | 12.12.2015 |
| Reichenbach           | Reichenbach (Vogtl)ob Bf | 17, 65         | 10.06.2001    | 13.12.2003 |
| Saalfeld/Saale        | Saalfeld (Saale)         | 28             | 28.05.2000    | 10.12.2017 |
| Schleswig             | Schleswig                | 76             | 09.12.2007    | 12.12.2015 |
| Trier                 | Trier Hbf                | 10             | 11.12.2005    | 10.12.2011 |
| Wittlich              | Wittlich Hbf             | 10             | 11.12.2005    | 10.12.2011 |
| Zwickau               | Zwickau (Sachs) Hbf      | 17, 65         | 28.05.2000    | 10.12.2005 |

### Dänemark
| Stadt            | Bahnhof (Kurzform) | Linien | von        | bis        |
| ---------------- | ------------------ | ------ | ---------- | ---------- |
| Aarhus           | Aarhus H           | 76     | 09.12.2007 | 13.12.2015 |
| Fredericia       | Fredericia st      | 76     | 09.12.2007 | 13.12.2015 |
| Høje Taastrup    | Høje Taastrup st   | 75     | 09.12.2007 | 10.12.2017 |
| Horsens          | Horsens st         | 76     | 09.12.2007 | 13.12.2015 |
| København        | København H        | 75     | 09.12.2007 | 10.12.2017 |
| København        | Nørreport st       | 75     | 09.12.2007 | 10.12.2017 |
| København        | Østerport st       | 75     | 09.12.2007 | 10.12.2017 |
| Kolding          | Kolding st         | 76     | 09.12.2007 | 13.12.2015 |
| Næstved          | Naestved st        | 75     | 09.12.2007 | 10.12.2017 |
| Nykøbing Falster | Nykoebing F st     | 75     | 09.12.2007 | 10.12.2017 |
| Padborg          | Padborg st         | 76     | 09.12.2007 | 13.12.2015 |
| Ringsted         | Ringsted st        | 75     | 09.12.2007 | 10.12.2017 |
| Rødby            | Roedby             | 75     | 09.12.2007 | 10.12.2017 |
| Skanderborg      | Skanderborg st     | 76     | 09.12.2007 | 13.12.2015 |
| Vejle            | Vejle st           | 76     | 09.12.2007 | 13.12.2015 |
| Vordingborg      | Vordingborg st     | 75     | 09.12.2007 | 10.12.2017 |

### Frankreich
| Stadt | Bahnhof (Kurzform) | Linien | von | bis        |
| ----- | ------------------ | ------ | --- | ---------- |
| Paris | Paris-Nord         | 80     |     | 12.12.2015 |

### Österreich
| Stadt            | Bahnhof (Kurzform) | Linien | von        | bis        |
| ---------------- | ------------------ | ------ | ---------- | ---------- |
| Schwechat        | Flughafen Wien     | 91     | 14.12.2014 | 12.12.2015 |
| Seefeld in Tirol | Seefeld in Tirol   | 28     | 12.12.2010 | 10.12.2017 |
| Wien             | Wien Westbahnhof   | 90, 91 |            | 12.12.2015 |